# Fernand Holweck
Pour les articles homonymes, voir Holweck.
Fernand Holweck, né le 21 juillet 1890 à Paris 14e et mort dans la même ville le 24 décembre 1941, est un physicien et résistant français. Il est le fils du sculpteur Louis Holweck, ainsi que le père de l'écrivaine Agnès Rouzier.

## Biographie
Né dans une famille alsacienne, Fernand fait ses études à Paris, et entre en 1910 à l'École supérieure de physique et de chimie industrielles de la ville de Paris (26e promotion).
Lors de son service militaire, commencé en 1911, il travaille en partie du poste de TSF de la tour Eiffel où il débute des recherches en électricité et électronique. Il entre en 1913 dans le laboratoire de Marie Curie à l'Institut du radium. Il est affecté à la Direction des inventions pendant la Première Guerre mondiale, et perfectionne le sondage par ultrasons dans l'eau permettant la détection des sous-marins en compagnie de Maurice de Broglie sous la direction de Paul Langevin. Il étudie également les actions biologiques des ultrasons. Il est nommé maître de conférences à la faculté des sciences de Paris.
En 1941, Holweck s'engage dans des actions de résistance en mettant sur pied une équipe qui fabrique de faux papiers d'identité destinés à permettre le franchissement de la ligne de démarcation. À cette époque, il fait partie de la liste des 32 scientifiques français de renom, que Louis Rapkine et Henri Laugier se proposent de sauver en les faisant inviter aux États-Unis. Cette opération reçoit le concours de la Fondation Rockefeller et le gouvernement de Vichy accorde les laissez-passer, mais Holweck ne donne pas suite à cette invitation. À la suite de la dénonciation d'un voisin, il est arrêté le 11 décembre 1941 par la police française qui le remet aux mains de la Gestapo. Il est incarcéré à la Santé où il meurt sous la torture, le 24 décembre 1941.
Il laisse derrière lui un fils, Jacques (marié en 1944 à Jacqueline Yoyotte, sœur de Marie-Josèphe Yoyotte et Jean Yoyotte) ainsi que deux filles, Fernande et Mireille, tous trois issus de son mariage en 1919 avec sa femme Jacqueline et une autre fille, Agnès Rouzier, issue de sa relation avec Marie-Agnès Kirmann.

## Travaux
Les travaux de Fernand Holweck portent essentiellement sur des problèmes électroniques et de vide.
En 1920, il établit la continuité entre les rayons ultraviolets et les rayons X. Afin de faciliter ses travaux expérimentaux, il construit une pompe à vide moléculaire pour étudier les radiations électromagnétiques et améliorer la puissance des émetteurs TSF.
En 1923, il expérimente un puissant émetteur TSF de ce type au sommet de la Tour Eiffel. Avec Pierre Lejay, il met au point un pendule à lames oscillantes inversées permettant de mesurer la gravité avec une très bonne précision. Les battements d'un pendule inversé qui sont proportionnels à l'intensité du champ gravitationnel sont chronométrés. Le pendule oscille dans une ampoule de verre où l'on a fait le vide afin d'annuler les frottements.
Dès 1926, il met au point un prototype de télévision conjointement avec Édouard Belin. Au moment où la Seconde Guerre mondiale éclate, il s'intéressait au microscope électronique, aux amplificateurs de lumière et aux compteurs de photons. Il s'intéresse également à la radiobiologie quantique et étudie l'action des rayons X et du radium sur les cellules vivantes.

## Prix, distinctions et hommages
- Prix Louis Ancel en 1922.
- Fernand Holweck est lauréat du Prix Albert 1er de Monaco de l'Académie des sciences en 1936 pour son pendule gravimétrique.
- Un prix scientifique, le prix Holweck est décerné conjointement par la société française de physique et la Royal Society (alors Physical Society of London) depuis 1945.
- La rue Fernand-Holweck, dans le 14e arrondissement de Paris, a pris son nom en 1984.
- Un lycée portait son nom à Paris au 149, rue Vaugirard, dans le 15e arrondissement. Il a fermé en 2005.
- Un amphithéâtre porte son nom à l'École supérieure de physique et de chimie industrielles de la ville de Paris (ESPCI Paris).